# Tour de France 2012/2. Etappe
Die 2. Etappe der Tour de France 2012 fand am 2. Juli 2012 statt. Wie die 1. Etappe am Vortag verlief sie vollständig auf belgischem Gebiet. Sie führte von Visé über 207,5 km nach Tournai. Alle 198 gemeldeten Fahrer gingen an den Start.

## Teilnehmende Teams
- BMC Racing Team (BMC)
- RadioShack-Nissan (RNT)
- Team Europcar (EUC)
- Euskaltel-Euskadi (EUS)
- Lampre-ISD (LAM)
- Liquigas-Cannondale (LIQ)
- Garmin-Sharp (GRS)
- AG2R La Mondiale (ALM)
- Cofidis, le Crédit en Ligne (COF)
- Saur-Sojasun (SAU)
- Sky ProCycling (SKY)
- Lotto Belisol Team (LTS)
- Vacansoleil-DCM (VCD)
- Katusha Team (KAT)
- FDJ-Big Mat (FDJ)
- Rabobank Cycling Team (TLJ)
- Movistar (MOV)
- Team Saxo Bank-Tinkoff Bank (STB)
- Astana Pro Team (AST)
- Omega Pharma-Quick Step (OPQ)
- Orica GreenEdge (OGE)
- Team Argos-Shimano (TGA)

## Strecke
Die Strecke führte in westlicher Richtung durch die belgischen Provinzen Lüttich, Namur, Hennegau und Wallonisch-Brabant. Das Profil war äußerst flach; so gab es lediglich eine Bergwertung der vierten Kategorie bei der Zitadelle von Namur, hinzu kam eine Sprintwertung in Soignies. Die Etappe war somit auf die Sprinter ausgerichtet.

## Rennverlauf
Das Feld schlug zu Rennbeginn ein eher gemächliches Tempo an und Ausreissversuche blieben zunächst aus. Erst bei Kilometer 22 riss der Franzose Anthony Roux aus, der rasch einen beachtlichen Vorsprung herausfahren konnte. Der Franzose Christophe Kern und der Däne Michael Mørkøv gesellten sich sechs Kilometer später zu ihm. Der Vorsprung der Dreiergruppe pendelte sich bei knapp sieben Minuten ein und Mørkøv gewann die einzige Bergwertung des Tages.
Das Feld konnte den Rückstand daraufhin langsam, aber kontinuierlich verringern. Den Zwischensprint gewann Kern vor Roux und Mørkøv. Zu diesem Zeitpunkt betrug der Vorsprung noch etwas mehr als zwei Minuten. 30 Kilometer vor dem Ziel schüttelte Roux seine Weggefährten ab, die kurz darauf vom Feld eingeholt wurden. Schließlich wurde Roux, der die Wertung des kämpferischsten Fahrers gewann, 14 Kilometer vor dem Ziel ebenfalls eingeholt. Somit kam es am Ziel wie erwartet zu einem Massensprint, den der Brite Mark Cavendish knapp vor dem Deutschen André Greipel für sich entschied.

## Punktewertungen
| Zwischensprint in Soignies nach 153 km auf 86 m O.P. |                        |                           |         |
| 1.                                                   | Frankreich             | Christophe Kern (EUC)     | 20 Pkt. |
| 2.                                                   | Frankreich             | Anthony Roux (FDJ)        | 17 Pkt. |
| 3.                                                   | Danemark               | Michael Mørkøv (STB)      | 15 Pkt. |
| 4.                                                   | Australien             | Matthew Goss (OGE)        | 13 Pkt. |
| 5.                                                   | Australien             | Mark Renshaw (RAB)        | 11 Pkt. |
| 6.                                                   | Vereinigtes Konigreich | Mark Cavendish (SKY)      | 10 Pkt. |
| 7.                                                   | Slowakei               | Peter Sagan (LIQ)         | 9 Pkt.  |
| 8.                                                   | Niederlande            | Kenny van Hummel (VCD)    | 8 Pkt.  |
| 9.                                                   | Sudafrika              | Daryl Impey (OGE)         | 7 Pkt.  |
| 10.                                                  | Australien             | Brett Lancaster (OGE)     | 6 Pkt.  |
| 11.                                                  | Belgien                | Kris Boeckmans (VCD)      | 5 Pkt.  |
| 12.                                                  | Australien             | Baden Cooke (OGE)         | 4 Pkt.  |
| 13.                                                  | Deutschland            | Danilo Hondo (LAM)        | 3 Pkt.  |
| 14.                                                  | Italien                | Alessandro Petacchi (LAM) | 2 Pkt.  |
| 15.                                                  | Danemark               | Nicki Sørensen (STB)      | 1 Pkt.  |

| Etappenziel in Tournai nach 207,5 km auf 33 m O.P. |                        |                            |         |
| 1.                                                 | Vereinigtes Konigreich | Mark Cavendish (SKY)       | 45 Pkt. |
| 2.                                                 | Deutschland            | André Greipel (LTS)        | 35 Pkt. |
| 3.                                                 | Australien             | Matthew Goss (OGE)         | 30 Pkt. |
| 4.                                                 | Niederlande            | Tom Veelers (TGA)          | 26 Pkt. |
| 5.                                                 | Italien                | Alessandro Petacchi (LAM)  | 22 Pkt. |
| 6.                                                 | Slowakei               | Peter Sagan (LIQ)          | 20 Pkt. |
| 7.                                                 | Belarus                | Jauheni Hutarowitsch (FDJ) | 18 Pkt. |
| 8.                                                 | Argentinien            | Juan José Haedo (STB)      | 16 Pkt. |
| 9.                                                 | Australien             | Mark Renshaw (RAB)         | 14 Pkt. |
| 10.                                                | Vereinigte Staaten     | Tyler Farrar (GRS)         | 12 Pkt. |
| 11.                                                | Spanien                | José Joaquín Rojas (MOV)   | 10 Pkt. |
| 12.                                                | Frankreich             | Sébastien Hinault (ALM)    | 8 Pkt.  |
| 13.                                                | Slowakei               | Peter Velits (OPQ)         | 6 Pkt.  |
| 14.                                                | Niederlande            | Kenny van Hummel (VCD)     | 4 Pkt.  |
| 15.                                                | Japan                  | Yukiya Arashiro (EUC)      | 2 Pkt.  |